# Wapen van Andenne
Het Wapen van Andenne is het heraldisch wapen van de Naamse gemeente Andenne.

## Geschiedenis
Het eerste wapen van Andenne werd op 8 november 1820 door de Hoge Raad van Adel toegekend en was gebaseerd op het wapen van Namen. De kleuren bleken echter verkeerd te zijn toegekend, wat door een Koninklijk besluit van 28 augustus 1847 werd rechtgezet. Men koos voor dit wapen om dat de graven van Namen de eerste heren van Andenne waren.

## Blazoen
De blazoenering van het eerste gemeentewapen van Andenne in 1820 was de volgende:
Van zilver, beladen met een gekroonden klimmenden rooden leeuw. Het schild gedekt met een kroon van goud.
De huidige blazoenering:
D'or, au lion de sable, couronné et lampassé de gueules, l'écu timbré d'une couronne d'or.